# Pallavolo Azzurra Alessano 2014-2015
Questa voce raccoglie le informazioni riguardanti la Pallavolo Azzurra Alessano nelle competizioni ufficiali della stagione 2014-2015.

## Stagione
La stagione 2014-15 è per la Pallavolo Azzurra Alessano, sponsorizzata dall'Aurispa, è la prima in Serie A2: la squadra infatti ha conquistato la promozione nella serie cadetta dopo la vittoria del proprio girone nella Serie B1 2013-14. Confermato sia l'allenatore Alessandro Medico che molti giocatori autori della promozione, tra gli innesti nella rosa quelli di Apostolos Armenakīs, Patrick Schwagler, Giuseppe Muccio e Matteo Bolla mentre tra le cessioni quelle di Andrea Battilotti, Luca De Pascalis e Salvatore Roberti.
Il campionato si apre con una sconfitta in casa per 3-0 contro l'Argos Volley, mentre la prima vittoria arriva nella giornata successiva, in trasferta, ai danni del Volley Tricolore Reggio Emilia: nel resto del girone di andata il club pugliese perde tutte le gare disputate, chiudendo all'ultimo posto in classifica, non utile per qualificarsi alla Coppa Italia di Serie A2. Nel girone di ritorno, dopo due sconfitte consecutive, la squadra di Alessano vince tre partite di seguito, due trasferta ed una in casa, per poi proseguire nella striscia negativa fino all'ultima giornata quando ha la meglio al tie-break contro la Pallavolo Matera Bulls: al termine della regular season la Pallavolo Azzurra Alessano conferma il dodicesimo ed ultimo posto in classifica non accedendo ai play-off promozione.

## Organigramma societario
Area direttiva
- Presidente: Massimo Venneri
- Vicepresidente: Antonio Stasi
- Consigliere: Paolo Cesarano, Gianluigi Ciardo, Antonio Rizzo, Mattia Sansò
- Segreteria generale: Marcello Sansò
- Responsabile amministrativo: Pierandrea Piccinni

Area organizzativa
- Team manager: Claudio Ciardo
- Direttore sportivo: Claudio Ciardo
- Responsabile settore giovanile: Valerio Melcarne

Area tecnica
- Allenatore: Alessandro Medico
- Allenatore in seconda: Livio Bramato
- Scout man: Giuseppe Amoroso, Gabriele Petronelli

Area comunicazione
- Addetto stampa: Claudio Ciardo, Luca Quaranta
- Video man: Luca Bramato

Area sanitaria
- Medico: Mauro Alba
- Fisioterapista: Leda Zocco
- Fisiatra: Raffaele Quaranta
- Osteopata: Mario Negro

## Rosa
| N° | Nome                | Ruolo | Data di nascita | Nazionalità sportiva |
| -- | ------------------- | ----- | --------------- | -------------------- |
| 1  | Giuseppe Muccio     | C     | 18 marzo 1985   | Italia               |
| 2  | Patrick Schwagler   | S     | 2 marzo 1991    | Stati Uniti          |
| 4  | Gabriele Parisi     | P     | 29 aprile 1987  | Italia               |
| 5  | Donato Musardo      | C     | 16 giugno 1986  | Italia               |
| 7  | Matteo Bolla        | S     | 5 marzo 1987    | Italia               |
| 8  | Mirko Torsello      | C     | 26 gennaio 1987 | Italia               |
| 10 | Asclepio Nicolazzo  | P     | 11 maggio 1990  | Italia               |
| 11 | Diego De Giovanni   | S     | 11 marzo 1986   | Italia               |
| 12 | Michele Grassano    | S     | 22 maggio 1986  | Italia               |
| 14 | Apostolos Armenakīs | O     | 19 luglio 1980  | Grecia               |
| 16 | Carmelo Mazza       | S     | 10 ottobre 1980 | Italia               |
| 17 | Matteo Bisanti      | L     | 19 gennaio 1989 | Italia               |
| 18 | Antonio Ancora      | L     | 18 giugno 1977  | Italia               |

## Mercato
| Acquisti | Acquisti            | Acquisti           | Acquisti   |
| R.       | Nome                | da                 | Modalità   |
| -------- | ------------------- | ------------------ | ---------- |
| L        | Antonio Ancora      | Virtus Tricase     | definitivo |
| O        | Apostolos Armenakīs | Arīs Salonicco     | definitivo |
| S        | Matteo Bolla        | Potentino          | definitivo |
| S        | Michele Grassano    | Emma Villas Chiusi | definitivo |
| C        | Giuseppe Muccio     | Virtus Potenza     | definitivo |
| P        | Asclepio Nicolazzo  | Leverano           | definitivo |
| S        | Patrick Schwagler   | Princeton          | definitivo |

| Cessioni | Cessioni          | Cessioni            | Cessioni   |
| R.       | Nome              | a                   | Modalità   |
| -------- | ----------------- | ------------------- | ---------- |
| S        | Andrea Battilotti | Gap Volley Presicce | definitivo |
| P        | Luca Calabrese    | ?                   | definitivo |
| S        | Lorenzo Coi       | ?                   | definitivo |
| C        | Luca De Pascalis  | Virtus Tricase      | definitivo |
| S        | Michele Grassano  | Emma Villas Chiusi  | definitivo |
| S/O      | Salvatore Roberti | Forlì               | definitivo |
| P        | Andrea Romano     | ?                   | definitivo |
| S/O      | Pericle Scupola   | Virtus Tricase      | definitivo |

## Risultati

### Serie A2

#### Girone di andata
| 1ª giornata - 19 ottobre 2014 Palazzetto dello Sport, Tricase   | Alessano          | 0 - 3 | Argos             | 17-25, 20-25, 21-25               |
| 2ª giornata - 26 ottobre 2014 PalaBigi, Reggio nell'Emilia      | Tricolore         | 0 - 3 | Alessano          | 19-25, 19-25, 21-25               |
| 3ª giornata - 2 novembre 2014 Palazzetto dello Sport, Tricase   | Alessano          | 0 - 3 | Materdomini       | 17-25, 17-25, 21-25               |
| 4ª giornata - 9 novembre 2014 Palazzetto dello Sport, Tricase   | Alessano          | 0 - 3 | Potentino         | 21-25, 26-28, 19-25               |
| 5ª giornata - 17 novembre 2014 PalaSanFilippo, Brescia          | Atlantide Brescia | 3 - 1 | Alessano          | 25-23, 22-25, 25-21, 25-16        |
| 6ª giornata - 23 novembre 2014 Palazzetto dello Sport, Tricase  | Alessano          | 1 - 3 | Tuscania          | 19-25, 25-23, 24-26, 19-25        |
| 7ª giornata - 30 novembre 2014 Palasport Comunale, Ortona       | Impavida Ortona   | 3 - 0 | Alessano          | 25-19, 25-12, 25-20               |
| 8ª giornata - 7 dicembre 2014 Palazzetto dello Sport, Tricase   | Alessano          | 2 - 3 | Callipo           | 18-25, 26-24, 20-25, 25-17, 8-15  |
| 9ª giornata - 14 dicembre 2014 PalaParini, Cantù                | Libertas Brianza  | 3 - 0 | Alessano          | 25-20, 27-25, 25-22               |
| 10ª giornata - 21 dicembre 2014 Palazzetto dello Sport, Tricase | Alessano          | 0 - 3 | Corigliano Volley | 18-25, 22-25, 23-25               |
| 11ª giornata - 26 dicembre 2014 PalaSassi, Matera               | Matera Bulls      | 3 - 2 | Alessano          | 31-33, 25-14, 25-13, 20-25, 15-10 |

#### Girone di ritorno
| 12ª giornata - 3 gennaio 2015 PalaPolsinelli, Sora                    | Argos             | 3 - 0 | Alessano          | 25-17, 25-22, 30-28               |
| 13ª giornata - 11 gennaio 2015 Palazzetto dello Sport, Tricase        | Alessano          | 1 - 3 | Tricolore         | 17-25, 22-25, 25-22, 19-25        |
| 14ª giornata - 18 gennaio 2015 PalaGrotte, Castellana Grotte          | Materdomini       | 1 - 3 | Alessano          | 19-25, 22-25, 25-18, 22-25        |
| 15ª giornata - 25 gennaio 2015 PalaPrincipi, Potenza Picena           | Potentino         | 2 - 3 | Alessano          | 26-24, 21-25, 25-21, 21-25, 11-15 |
| 16ª giornata - 1º febbraio 2015 Palazzetto dello Sport, Tricase       | Alessano          | 3 - 0 | Atlantide Brescia | 25-19, 25-15, 25-15               |
| 17ª giornata - 15 febbraio 2015 Palazzetto dello Sport, Montefiascone | Tuscania          | 3 - 0 | Alessano          | 25-21, 25-16, 25-20               |
| 18ª giornata - 22 febbraio 2015 Palazzetto dello Sport, Tricase       | Alessano          | 1 - 3 | Impavida Ortona   | 23-25, 25-21, 19-25, 18-25        |
| 19ª giornata - 1º marzo 2015 PalaValentia, Vibo Valentia              | Callipo           | 3 - 2 | Alessano          | 25-21, 28-26, 21-25, 22-25, 19-17 |
| 20ª giornata - 8 marzo 2015 Palazzetto dello Sport, Tricase           | Alessano          | 2 - 3 | Libertas Brianza  | 26-24, 14-25, 21-25, 25-15, 11-15 |
| 21ª giornata - 15 marzo 2015 PalaCorigliano, Corigliano Calabro       | Corigliano Volley | 3 - 0 | Alessano          | 25-13, 25-21, 25-13               |
| 22ª giornata - 22 marzo 2015 Palazzetto dello Sport, Tricase          | Alessano          | 3 - 2 | Matera Bulls      | 19-25, 25-23, 18-25, 25-20, 15-12 |

## Statistiche

### Statistiche di squadra
| Competizione | Punti | In casa | In casa | In casa | In trasferta | In trasferta | In trasferta | Totale | Totale | Totale |
| Competizione | Punti | G       | V       | P       | G            | V            | P            | G      | V      | P      |
| ------------ | ----- | ------- | ------- | ------- | ------------ | ------------ | ------------ | ------ | ------ | ------ |
| Serie A2     | 17    | 11      | 2       | 9       | 11           | 3            | 8            | 22     | 5      | 17     |
| Totale       | -     | 11      | 2       | 9       | 11           | 3            | 8            | 22     | 5      | 17     |

G = partite giocate; V = partite vinte; P = partite perse

### Statistiche dei giocatori
| Giocatore      | Serie A2 | Serie A2 | Serie A2 | Serie A2 | Serie A2 | Totale | Totale | Totale | Totale | Totale |
| Giocatore      | P        | PT       | AV       | MV       | BV       | P      | PT     | AV     | MV     | BV     |
| -------------- | -------- | -------- | -------- | -------- | -------- | ------ | ------ | ------ | ------ | ------ |
| A. Ancora      | 13       | -        | -        | -        | -        | 13     | -      | -      | -      | -      |
| A. Armenakīs   | 21       | 349      | 291      | 35       | 23       | 21     | 349    | 291    | 35     | 23     |
| M. Bisanti     | 21       | -        | -        | -        | -        | 21     | -      | -      | -      | -      |
| M. Bolla       | 16       | 177      | 147      | 18       | 12       | 16     | 177    | 147    | 18     | 12     |
| D. De Giovanni | 14       | 4        | 3        | 0        | 1        | 14     | 4      | 3      | 0      | 1      |
| M. Grassano    | 14       | 61       | 46       | 10       | 5        | 14     | 61     | 46     | 10     | 5      |
| C. Mazza       | 20       | 109      | 96       | 11       | 2        | 20     | 109    | 96     | 11     | 2      |
| G. Muccio      | 22       | 91       | 62       | 24       | 5        | 22     | 91     | 62     | 24     | 5      |
| D. Musardo     | 21       | 84       | 54       | 22       | 8        | 21     | 84     | 54     | 22     | 8      |
| A. Nicolazzo   | 18       | 3        | 0        | 2        | 1        | 18     | 3      | 0      | 2      | 1      |
| G. Parisi      | 22       | 35       | 21       | 7        | 7        | 22     | 35     | 21     | 7      | 7      |
| P. Schwagler   | 22       | 157      | 132      | 10       | 15       | 22     | 157    | 132    | 10     | 15     |
| M. Torsello    | 22       | 167      | 116      | 45       | 6        | 22     | 167    | 116    | 45     | 6      |

P = presenze; PT = punti totali; AV = attacchi vincenti; MV = muri vincenti; BV = battute vincenti